# 萊姆斯特
萊姆斯特（英語：Leominster，發音：/ˈlɛmstər/ ⓘ LEM-stər；或譯萊明斯特）是英格蘭赫里福德郡的一個集鎮，是該郡最大的一個鎮，位於勒格河（River Lugg）和肯沃特河（River Kenwater）交匯處，南距赫里福德12英里（19），人口約1萬。1974至1996年間，它還是一個區。

## 友好城市
- 法國 萨韦尔讷

## 外部連接
- Leominster Town Council （页面存档备份，存于）